# Oliver Bekker
Oliver Bekker, född 11 december 1984 i Pretoria, är en sydafrikansk professionell golfspelare som spelar på PGA European Tour. Han har tidigare spelat bland annat på Sunshine Tour, Korn Ferry Tour och Challenge Tour samt för Liv Golf.
Bekker har vunnit sju Sunshine-vinster. Hans bästa resultat i Liv Golf Invitational Series 2022 har varit en delad sjätte plats vid Liv Golf Invitational London på Centurion Club, där kunde han inkassera 800 000 amerikanska dollar i prispengar.